# Långsjövägen

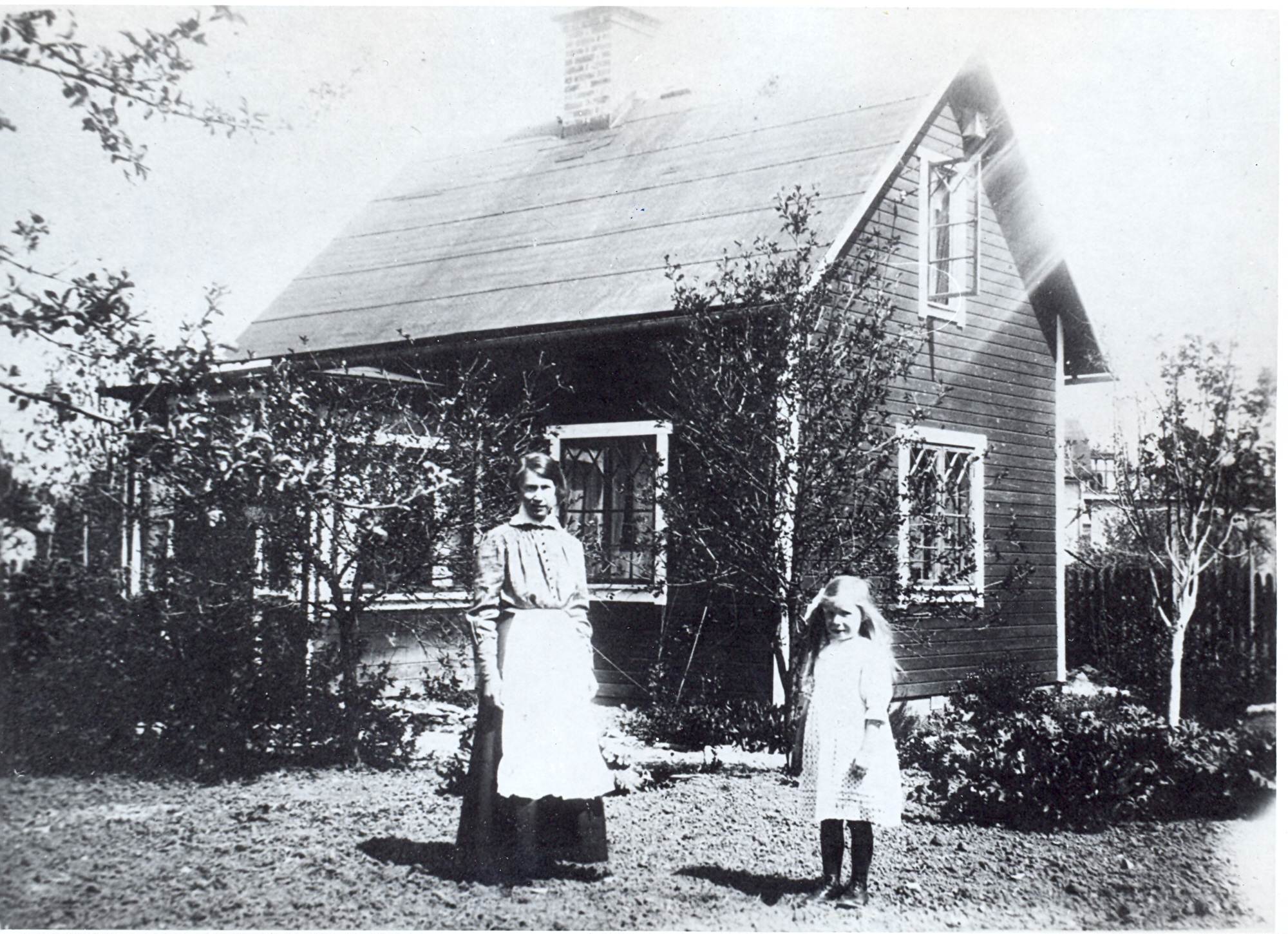
Långsjövägen 38, midsommaren 1911.

Långsjövägen är en gata i Söderort inom Stockholms kommun. Gatan utgör från sin nordliga början fram till Myrvägen en del av gamla Göta landsväg varefter landsvägen fortsätter längs Myrvägen. Långsjövägen utgör gränslinje mellan stadsdelarna Älvsjö och Långbro samt mellan Älvsjö och Långsjö.

## Historik
Den smala och krokiga dragningen avspeglar dels sträckan gemensam med Göta landsväg, dels den fortsatta dragningen ned mot Långsjö gård. Denna del av Göta landsväg, del av sträckan ner till Svartlötens tingsplats, utgör troligtvis en del av den ännu äldre Tingsvägen vilken redan fanns vid tiden för Stockholms grundande på 1200-talet. I samband med att bröderna Ditzinger 1882 lät uppföra varsin villa vid Långsjö gård så förbättrades vägen också. "Då blev det också ny fin väg, som dagligen trafikerades av deras charabang med dem själva och deras familjer på in- och utresa från Stockholm".
Långsjövägen avslutas i Långsjö Torg också kallat "Häggens hörna". Den dåliga väganläggningen vid förra sekelskiftet föranledde egnahemsägarna i det då nyligen anlagda Långsjö villasamhälle att 1911 besluta om utläggning av en gångbana i trä längs Långsjövägen från Långsjö torg till Älvsjö station. Vid möte fick den som var på väg hem kliva åt sidan så att resande mot staden skulle kunna komma fram med rena skor.